# کیزومونوگاتاری
کیزومونوگاتاری (به ژاپنی: 傷物語, Wound Story) یک سه‌گانه فیلم سینمایی انیمه به کارگردانی مشترک آکی‌یوکی شینبو و تاتسویا اویشی است که توسط استودیوی شفت تهیه شده‌است. این فیلم‌ها بر اساس سری لایت نوول به همین نام محصول سال ۲۰۰۸ از انتشارات کودانشا به رشته تحریر درآمده است، که دومین نسخه در مجموعه مونوگاتاری به قلم نیشیو ایشین به‌شمار می‌رود، و پیش‌درآمدی برای آرک داستانی فصل نخست تحت عنوان باکه‌مونوگاتاری محسوب می‌شود. نخستین فیلم تحت عنوان کیزومونوگاتاری قسمت ۱: تکتسو در تاریخ ۸ ژانویه ۲۰۱۶ در کشور ژاپن منتشر شد. دومین فیلم کیزومونوگاتاری قسمت ۲: نکتسو در ۱۹ اوت ۲۰۱۶ عرضه شد، و سومین و آخرین فیلم نیز به نام کیزومونوگاتاری قسمت ۳: ریکتسو در ۱۶ ژانویه ۲۰۱۷ به نمایش درآمد.
کویومی آراراگی دانش‌آموز سال دوم دبیرستان، زمانی که قصد داشت سوار مترو شود بدن به شدت زخمی شده خون‌آشامی را پیدا می‌کند که بعدها به نام شینوبو اوشینو شناخته می‌شود. کویومی برای نجات جان این خون‌آشام تمام خون بدنش را به او می‌دهد. در نتیجه این برخورد کویومی به خدمتکار خون‌آشام او تبدیل می‌شود و وظیفه بازپس‌گیری اعضای بدن قطع شده شینوبو را از سه شکارچی قدرتمند هیولا بر عهده می‌گیرد تا بتواند بهبود پیدا کند و کویومی را یکبار دیگر به انسان تبدیل کند.